# Andrea Demirović

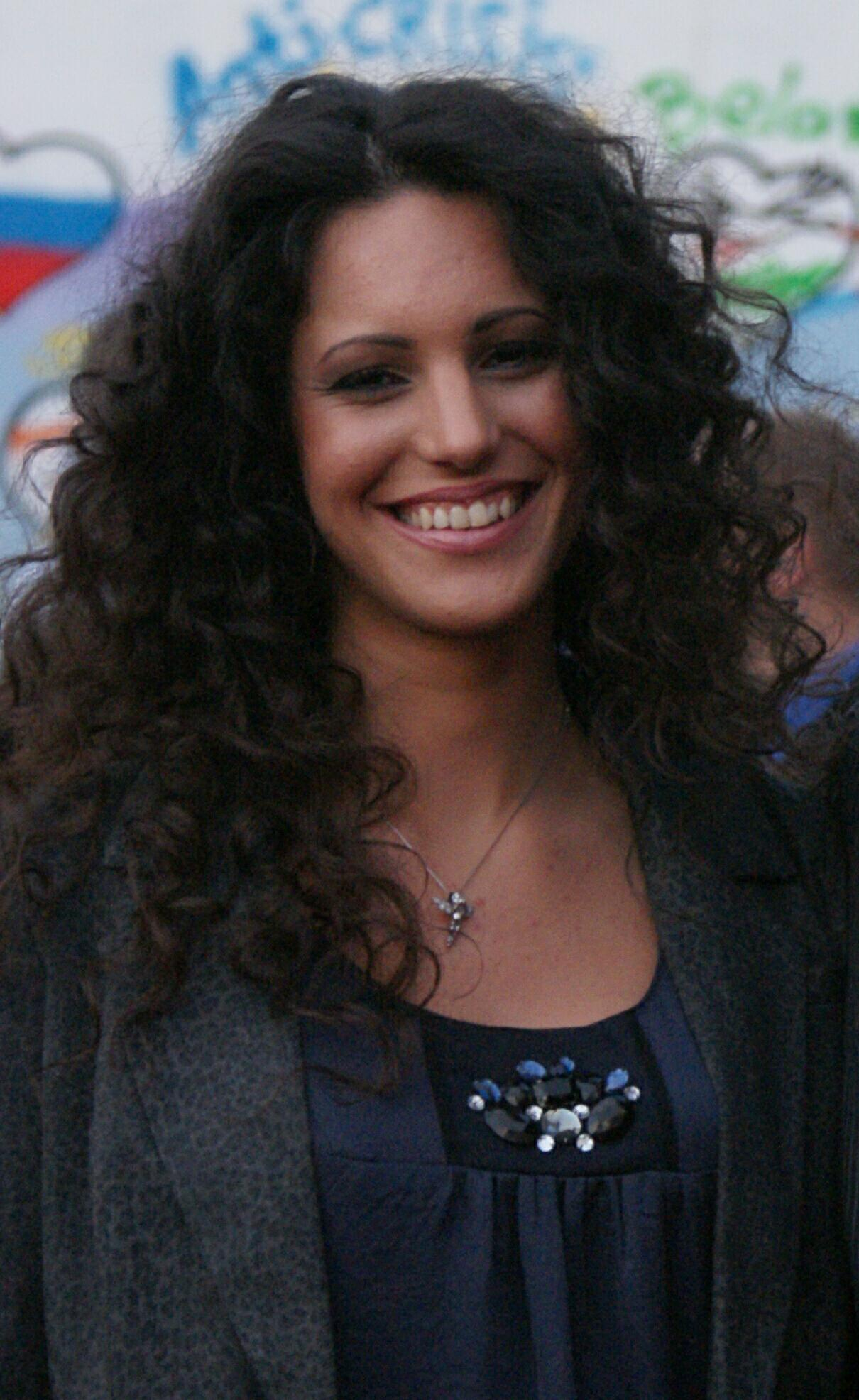
Andrea in 2009

Andrea Demirović (Montenegrijns: Андреа Демировић) (Titograd, Joegoslavië, 17 juni 1985) beter bekend als Andrea, is een Montenegrijnse zangeres en een student op de Cetinje Muziek Academie.
De doorbraak van deze zangeres kwam op het Sunčane Skale festival in 2002. Tot dan toe had zij enige successen op lokale festivals en zangwedstrijden, waaronder Evropesma, de Servisch-Montenegrijnse en MontenegroSong de Montenegrijnse voorselectie voor het Eurovisiesongfestival.

## Albums
Haar eerste album is getiteld Andrea. Dit album werd uitgebracht in 2006. Al gauw volgde een nieuw album in 2009. Tevens kwam in 2009 een single uit met haar Eurovisie deelname genaamd: The Queen of the Night.

## Eurovisiesongfestival 2009
Op 23 januari 2009 werd bekendgemaakt dat Andrea namens Montenegro aan het Eurovisiesongfestival 2009 zou gaan deelnemen te Moskou, Rusland. Hiermee was zij de eerste vrouw die namens de jonge staat aan het festival deelnam. Zij zong het liedje "Just get out of my life", van de hand van de Duitse componist Ralph Siegel. De finale werd niet gehaald, Andrea werd elfde in de halve finale.